# Miguel Atienza
Miguel Atienza (Madrid, 27 de mayo de 1999) es un futbolista español que juega en la demarcación de centrocampista para el Burgos C. F. de la Segunda División de España.

## Biografía
Empezó a formarse como futbolista en las categorías inferiores del C. F. Fuenlabrada, hasta que en la temporada 2017/18 subió al primer equipo. Permaneció en el club durante una temporada, llegando a jugar siete partidos de liga y tres de copa. En abril de 2018 se marchó traspasado a la disciplina de la S. D. Eibar. Empezó jugando en el equipo reserva del club vitoriano, en el C. D. Vitoria, en la Segunda División B y en la Tercera División de España. Casi dos años después, el 17 de diciembre de 2019, hizo su debut con el primer equipo en un partido de la Copa del Rey contra el S. D. Logroñés. Su debut en liga se produjo el 4 de enero de 2020 en un encuentro contra el Valencia C. F.
El 8 de julio de 2022 puso fin a su etapa en el conjunto armero, en la que disputó 41 partidos con el primer equipo, tras ser traspasado al Burgos C. F.

## Clubes
| Club              | País   | Año       | Partidos | Goles |
| ----------------- | ------ | --------- | -------- | ----- |
| C. F. Fuenlabrada | España | 2017-2018 | 10       | 0     |
| C. D. Vitoria     | España | 2018-2020 | 54       | 1     |
| S. D. Eibar       | España | 2020-2022 | 41       | 0     |
| Burgos C. F.      | España | 2022-     | 120      | 1     |